# خاصه‌لر
خاصه‌لر یکی از شهرک های استان آذربایجان شرقی است که در بخش ایلخچی شهرستان اسکو واقع شده‌است.این شهرک 1420نفر جمعیت دارد که حدودا نود درصد آنان تحصیل کرده هستند در چند سال اخیر  با تخریب محیط زیست و کوه ها  هر روزه گردو خاک داخل شهرک را فرا میگیرد.